# Wallowa megye
Wallowa megye az Amerikai Egyesült Államokban, azon belül Oregon államban található. Megyeszékhelye és legnagyobb városa Enterprise. Lakosainak száma 7391 fő (2020. április 1.).

## Szomszédos megyék
- Columbia megye (északnyugat)
- Garfield megye (észak)
- Asotin megye (északkelet)
- Nez Perce megye (északkelet)
- Idaho megye (kelet)
- Adams megye (délkelet)
- Baker megye (dél)
- Union megye (délnyugat)
- Umatilla megye (nyugat)

## Népesség
A megye népességének változása:
| Lakosok száma | 3661 | 5538 | 8364 | 7026 | 6999 | 6833 | 6814 | 6856 | 7391 |
|               | 1890 | 1900 | 1910 | 2010 | 2011 | 2012 | 2013 | 2015 | 2020 |